# Commune de Lohusuu
La commune de Lohusuu est une Ville et une Commune rurale située au bord du lac Peïpous dans le comté de Viru-Est au nord de l'Estonie. Elle a 803 habitants(01/01/2012) et a une superficie de 102 km2.

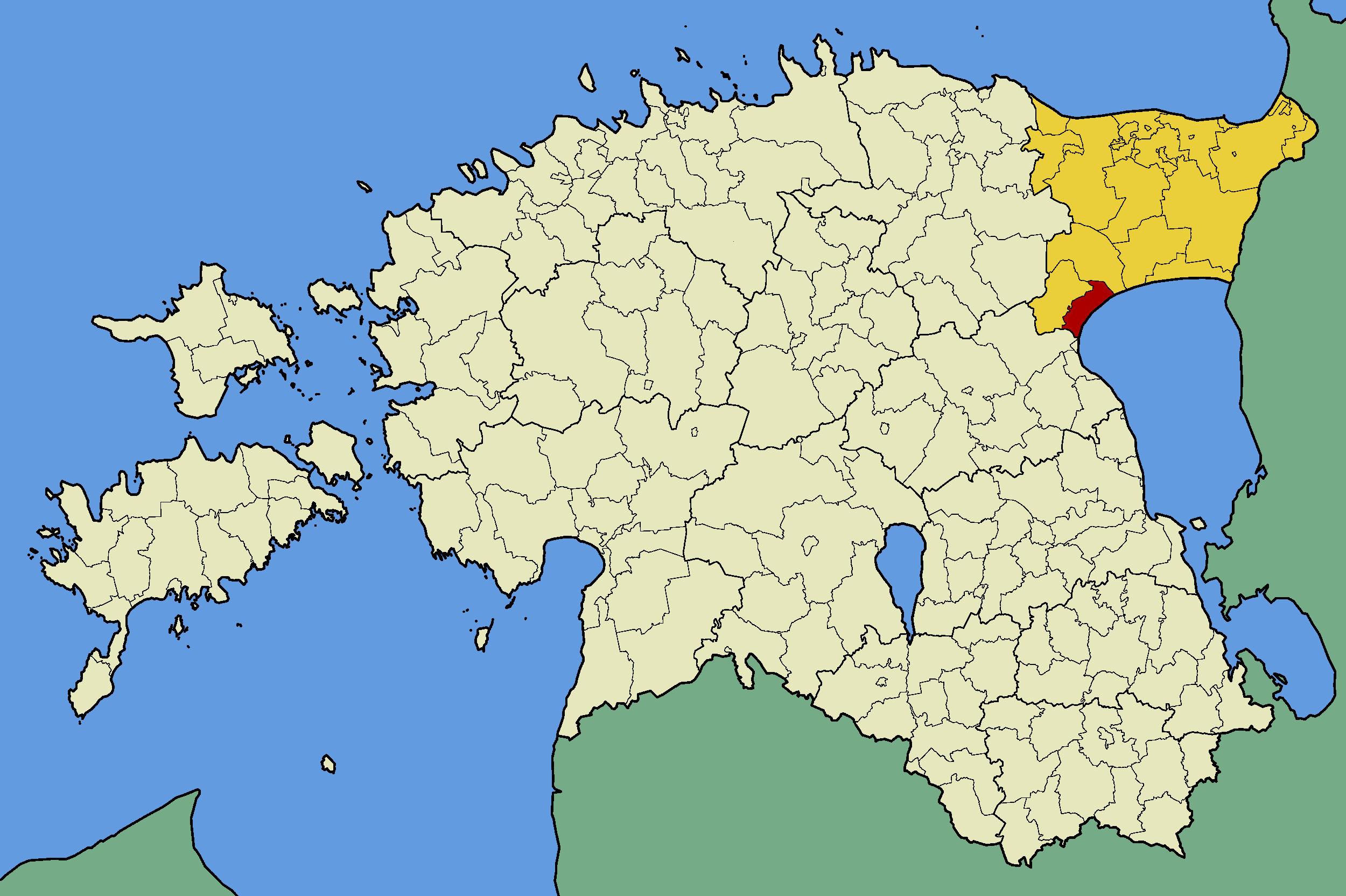
Commune de Lohusuu (rouge)
dans le Comté de Viru-Est (jaune).

## Villages
La commune de Lohusuu comprend les villages suivants: Jõemetsa - Kalmaküla - Kärasi - Ninasi - Piilsi - Raadna - Separa - Tammispää - Vilusi